# Malan
Malan (kinesiska: 马兰, 马兰镇) är en köping i Kina. Den ligger i provinsen Shanxi, i den norra delen av landet, omkring 46 kilometer väster om provinshuvudstaden Taiyuan. Antalet invånare är 21 056. Befolkningen består av 9 940 kvinnor och 11 116 män. Barn under 15 år utgör 17,0 %, vuxna 15-64 år 75 %, och äldre över 65 år 6,0 %.
Genomsnittlig årsnederbörd är 616 millimeter. Den regnigaste månaden är juli, med i genomsnitt 207 mm nederbörd, och den torraste är januari, med 3 mm nederbörd.